# Sedat Artuç
Sedat Artuç, född 9 juni 1976 i Bitlis i Turkiet, är en turkisk tyngdlyftare. Han vann en bronsmedalj vid olympiska sommarspelen 2004. Artuç har också tagit en bronsmedalj vid VM 2003 i Vancouver och vunnit två Europamästerskap, 2004 och 2005.